# 平野勝利
平野 勝利（ひらの かつとし、1981年3月14日- ）は、日本の映画、テレビドラマのスタッフ、演出家。

## 人物
- 生年月日：1981年3月4日
- 出生地： 日本・栃木県那須烏山市
- 職業：監督・演出家
- ジャンル：映画・テレビドラマ
- 活動期間：2001年 -

## 略歴
高校生時代から自主映画を制作。
日本映画学校（現・日本映画大学）を受験するが入学を辞退し、CF制作会社でプロダクションマネージャーを2年勤める。
その後、フリーランスとなり、主に映画の演出部として作品に携わる。
同姓同名の照明技師と間違われることがある。出演する際の標記は、平野常次郎を用いている。

## 監督・演出
- ガールズ×戦士シリーズ（2017年 - 、テレビ東京）
  - 魔法×戦士 マジマジョピュアーズ!（2018年 - 2019年）
  - ひみつ×戦士 ファントミラージュ!（2019年 - 2020年）
  - ポリス×戦士 ラブパトリーナ!（2020年 - 2021年）
- リズスタ -Top of Artists!-（2022年- 2023年）

## 参加作品

### 映画
- 「踊る大捜査線 THE MOVIE 2 レインボーブリッジを封鎖せよ!」本広克行監督（2003年公開）
- 「ヒーロー 天使に逢えば・・・」鶴見昴介監督（2004年公開）3rd
- 「き・れ・い？」松村克也監督（2004年公開）2nd
- 「ハルウララ」森川時久監督（2005年公開3rd
- 「不撓不屈」森川時久監督（2006年公開）3rd
- 「早咲きの花」菅原浩志監督（2006年公開）3rd
- 「長州ファイブ」五十嵐匠監督（2007年公開）2nd
- 「親父」千葉真一・井出良英監督（2007年公開）2nd
- 「ワルボロ」隅田靖監督（2007年公開）2nd
- 「魁!!男塾」坂口拓監督（2008年公開）2nd
- 「ブタがいた教室」前田哲監督（2008年公開）2nd
- 「今日からヒットマン」横井健司監督（2009年公開）2nd
- 「猿ロック」前田哲監督（2010年公開）2nd・1st
- 「HESOMORI」入谷朋視監督（2012年公開）2nd
- 「白夜行」深川栄洋監督（2011年公開）2nd
- 「神様のカルテ」深川栄洋監督（2011年公開）2nd・1st
- 「PIECE～記憶の欠片～」下山天監督（2012年公開）2nd
- 「闇金ウシジマくん」山口雅俊監督（2012年公開）2nd
- 「飛べ!ダコタ」油谷誠至監督（2013年公開）2nd
- 「神様のカルテ2」深川栄洋監督（2014年公開）2nd・1st
- 「くじけないで」深川栄洋監督（2013年公開）2nd
- 「銀の匙」吉田恵輔監督（2014年公開）2nd・1st
- 「ふしぎな岬の物語」成島出監督（2014年公開）2nd・2nd
- 「ビリギャル」土井裕泰監督（2015年公開）2nd
- 「第九条」宮本正樹監督（2016年公開）1st
- 「闇金ウシジマくんPart3」山口雅俊監督（2016年公開）2nd・1st
- 「闇金ウシジマくん・ファイナル」山口雅俊監督（2016年公開）2nd・1st
- 「何者」三浦大輔監督（2016年公開）2nd
- 「武曲」熊切和嘉監督（2017年公開）1st
- 「劇場版 ひみつ×戦士 ファントミラージュ!～映画になってちょーだいします～」三池崇史監督（2020年公開）1st
- 「土竜の唄FINAL」三池崇史監督（2021年公開）1st
- 「愛のこむらがえり」高橋正弥監督（2023年公開）1st

### テレビドラマ
- 世にも奇妙な物語 '03秋の特別編「パーフェクトカップル」武内英樹監督（2003年放送）3rd
- 火曜サスペンス劇場「北ホテル1」山本厚監督（2004年放送）3rd
- 月曜ミステリー劇場 金田一耕助シリーズ「白蝋の死美人」山本厚監督（2004年放送）3rd
- 火曜サスペンス劇場「だます女だまされる女7」黒沢直輔監督（2004年放送）3rd
- 金曜エンタテイメント 西村京太郎スペシャル「十津川警部夫人の旅情殺人推理 2」山本厚監督（2004年放送）3rd
- 火曜サスペンス劇場「北ホテル2」山本厚監督（2004年放送）3rd
- 火曜サスペンス劇場「だます女だまされる女8」黒沢直輔監督（2005年放送）3rd
- 土曜ワイド劇場「風極の岬」  皆川智之監督（2007年放送）3rd
- 女と愛とミステリー「警察署長・たそがれ正治郎」瀬川昌治監督（2005年放送）3rd
- 月曜ミステリー劇場 金田一耕助シリーズ「神隠し真珠郎」山本厚監督（2005年放送）3rd
- 金曜エンタテイメント「マイ・ハウス」黒沢直輔監督（2006年放送）3rd
- 「ケータイ捜査官7」三池崇史総監督（2008年放送）
  - 12話「地球最期の日（T_T）」辻裕之監督 2nd
  - 13話「激震！グラインダー」辻裕之監督 2nd
  - 16話「セブン対ゼロワン！」小中和哉監督 2nd
  - 17話「遠い夏の空と」鶴田法男監督 2nd
  - 18話「URL」鶴田法男監督 2nd
  - 19話「圏外の女（前編）」押井守監督 2nd
  - 20話「圏外の女（後編）」押井守監督 2nd
  - 21話「黒い過去」辻裕之監督 2nd
  - 22話「こころのひかり」辻裕之監督 2nd
  - 23話「ケータイ死す」（1時間SP）三池崇史監督 2nd
  - 24話「網島家最大の危機」金子修介監督 2nd
  - 25話「天使のふる遊園地」小中和哉監督 2nd
  - 26話「ニャンたる忍者！」金子修介監督 2nd
  - 27話「失恋のカクリツ」丹野雅仁監督 2nd
  - 28話「ケータイが生まれた日」丹野雅仁監督 2nd
  - 33話「ラブラブ？大作戦」小中和哉監督 1st
  - 34話「ねらわれたサード」小中和哉監督 1st
  - 39話「逃げられない恋」西海謙一郎監督 1st
  - 40話「桐原とサード」西海謙一郎監督 1st
  - 41話「セブンの見る夢」丹野雅仁監督 1st
  - 42話「目覚める遺伝子」丹野雅仁監督 1st
  - special episofe「ケータイメカ大集合！」渡辺武監督 2nd
  - special episofe「ケータイ語る」渡辺武監督 2nd
  - special episofe「ドキッ?Ｘ'mas捜査官」渡辺武監督 2nd
- ドラマW「朝食亭」黒沢直輔監督（2009年放送、WOWOW）2nd
- 木曜ナイトドラマ「猿ロック」Episode4 松川嵩史監督（2009年放送）2nd
- 毎日放送（TBS系） 深夜連続ドラマ「ドラマカルテット」西海謙一郎監督（2011年放送）2nd
- IMAGICA  BS「Love…so do I.ミライヘノキセキ」長嶺正俊監督（2012年放送）2nd
- 「牙狼＜GARO>～闇を照らす者～」横山誠監督（2012年）2nd
- 女性作家ミステリーズ 美しき三つの嘘「ムーンストーン」第1話 深川栄洋監督（2016年放送）2nd
- 「ガールズ×戦士シリーズ」三池崇史総監督（2017年 - ）
  - 「アイドル×戦士 ミラクルちゅーんず！」第3・4クール（2017年 - 2018年）1st
  - 「魔法×戦士 マジマジョピュアーズ！」第1クール（2018年 - 2019年）1st
  - 「ひみつ×戦士 ファントミラージュ！」第1 - 3話（2019年 - 2020年）1st

### その他
- 「インキュベーター」大草郁夫監督（2006年）3rd
- サイエンスチャンネル「パワーライダー」中田昌宏監督（2009年）1st
- ADFEST広告祭ショートフィルム「Through Lives」TAKESHI監督（2011年）1st
- 「勤皇やくざ瓦版」愛川欽也監督（2011年）2nd
- 「FUNKY MONKEY BABYS：それでも信じてる」小泉徳宏／真壁幸紀監督（2011年）1st
- 「アメリカンホームダイレクト」萩原健太郎監督（2012年）1st
- UULAオリジナルドラマ「奇妙な恋の物語」（2014年配信）1st
- Episode1「縁切り神社」篠原哲雄監督
- Episode2「恋するエスパー」深作健太監督
- Episode3「未来花火」市井昌秀監督
- Netflix「The Outsider」Martin Zandvliet 監督（2018年配信）Key2nd